# Ilex rubrinervia
Ilex rubrinervia är en järneksväxtart som beskrevs av Tardieu. Ilex rubrinervia ingår i släktet järnekar, och familjen järneksväxter. Inga underarter finns listade i Catalogue of Life.